# Pterorthochaetes armatus
Pterorthochaetes armatus är en skalbaggsart som beskrevs av Renaud Maurice Adrien Paulian 1945. Pterorthochaetes armatus ingår i släktet Pterorthochaetes och familjen Hybosoridae. Inga underarter finns listade i Catalogue of Life.